# Jaap Kool
Jacob Hendrik Willem (Jaap) Kool (Nieuwer-Amstel, 31 december 1890 - Den Haag, 1 december 1959) was een Nederlands-Duits componist, saxofonist, musicoloog en muziekpedagoog.

## Levensloop

### Jeugd en studie
Hij was zoon van David Abraham Kool en Adriana Margaretha Pierson, dochter van theoloog en kunstkenner Allard Pierson, Jaap Kools broer heette dan ook Allard. Vader Kool was directeur van een vissersvloot op de haringvangst, die na het vertrek van het gezin in 1893/1894 naar het Duitse Emden de naam Heringfischerei AG "Neptun" kreeg. Vader was tevens consul van Nederland in Emden. 
Jaap Kool groeide voornamelijk op in het vrijzinnige milieu aldaar. Hij trouwde met de danseres Vlasta Hajek (Vlasta Libusche Josephine Hajek, geboren Breslau 1909), die net als haar man werkte aan het internaat Wickersdorf; ze gaf Franse les. Dochter Sybille huwde natuurkundige Marcel Haegi, enige tijd voorzitter van de Europese federatie van verkeersslachtoffers in Genève.
Hij rebelleerde al op jonge leeftijd tegen de dienstplicht, waardoor hij voor zijn opleiding uit moest wijken naar de Vrije Schoolgemeenschap Wickersdorf van Gustav Wyneken. Hij studeerde er van 1906 tot 1909 en kreeg les van August Halm en Martin Luserke. Rond 1909 werd zijn eerste compositie, een pianokwintet, geschreven. Vanaf 1911 studeerde hij scheikunde aan de Universiteit van Zürich. Hij maakte de Zwitserse première mee van Le sacre du printemps van Igor Stravinsky. Zijn studie werd in 1914 abrupt afgebroken toen het bedrijf van zijn vader afbrandde. Hij kon echter een leraarsbaan betrekken aan instituut Wickersdorf, omdat een aantal docenten werd opgeroepen voor militaire dienst in de Eerste Wereldoorlog.
Aan het eind van die oorlog vertrok Kool naar Berlijn om er aan het Stern'sches Konservatorium les te krijgen van Wilhelm Klatte, Alexander von Fielitz en Herbert Windt. Ook zou hij enige tijd gestudeerd hebben in München, aan de Schola Cantorum de Paris en aan de Technische Hochschule Charlottenburg in Berlijn.

### Muziekleven

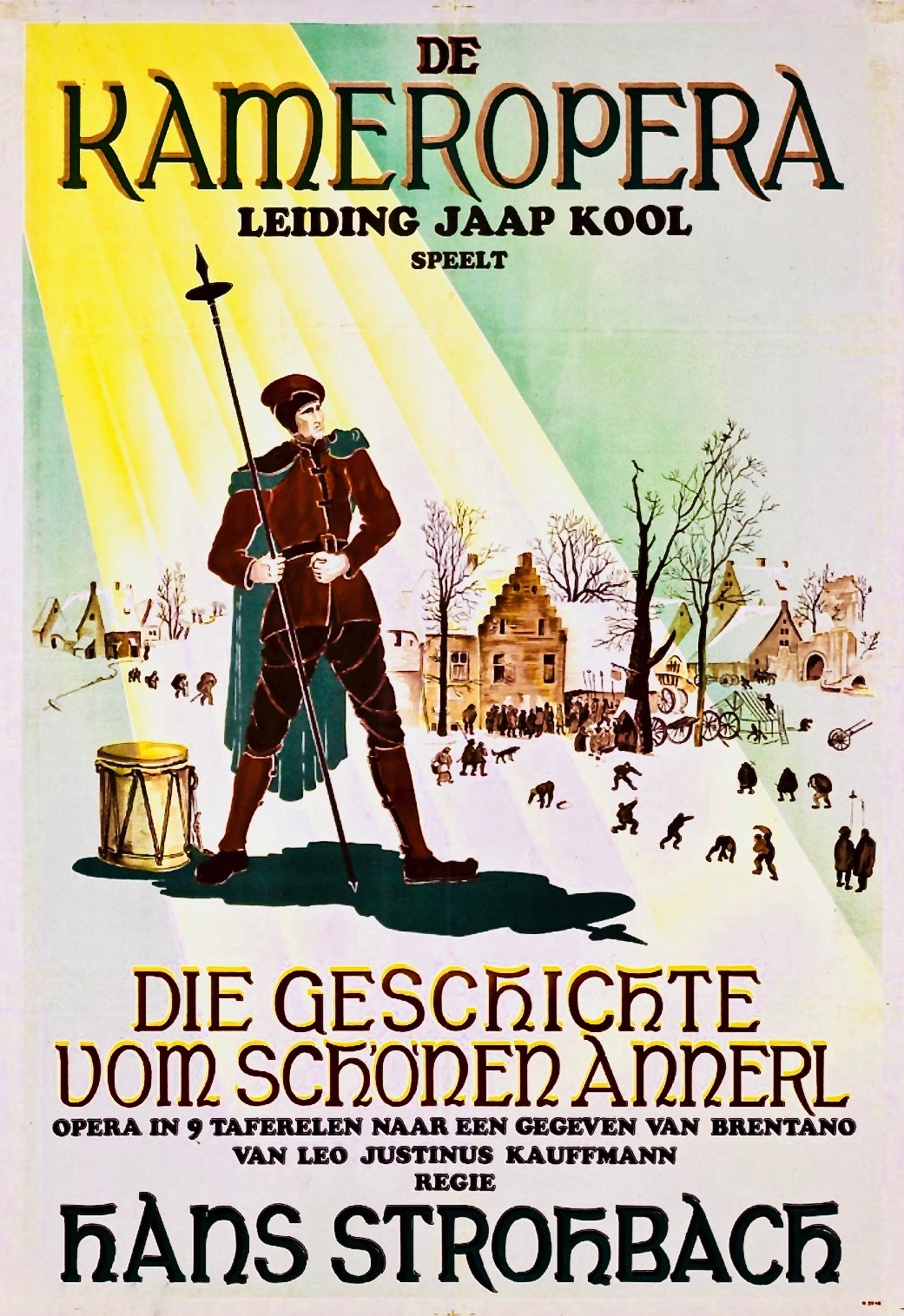
Affiche voor uitvoering Die Geschichte in Amsterdam (1942)

In de periode 1920-1922 werkte hij veelvuldig samen met de expressionistische danseres Grit Hegesa. Hij wilde het ballet losrukken uit de aloude tradities. In 1924 schreef hij een essay over jazz. Hij speelde saxofoon en leidde hij zijn eigen jazzorkest in Berlijn. Daarbij maakte hij gebruik van exotische ritmen, wat hem de bijnaam Paradiesvogel der Berline Szene opleverde. Die muziek druppelde door tot aan de Berliner Philharmoniker, dat onder Erich Kleiber in 1924 zijn Arbeitersymphonie op de lessenaar bracht. Ook zijn ballet/pantomime Der Leierkasten kwam op de planken. Voor de opening van het Gloria-Palast in Berlijn schreef hij het pantomime Die Flöhe naar Frank Wedekind. Danseres Anita Berber bracht een ballet met een levensgrote pop tot uitvoering, Ellen Cleve-Petz Elixiere des Teufels. Voorts schreef hij Die Schiessbude weer naar Wedekind (Lulu), Hans Heinz Ewer (Alraune), Mary Shelley (Frankenstein) en Carlo Collodi (Pinocchio). Het werk werd geschreven op verzoek van Karl Gustav Vollmoeller voor diens toenmalige geliefde, danseres Lena Amsel. Hij schreef vervolgens pantomimes voor dansgroep Jutta Klamt, waarin ook de jonge Leni Riefenstahl acteerde, met wie hij een (studie-)reis naar New York maakte. Daar werkte hij ook aan zijn Concerto grosso voor jazzorkest met de bedoeling het te laten uitvoeren door Riefenstahl, die haar ballerinaloopbaan echter in rook zag opgaan als gevolg van een blessure aan de meniscus. Ze wendde zich tot de filmindustrie.
Van 1923 tot 1925 was hij artistiek directeur van het net opgerichte Vox-Schallplatten- und Sprechmaschinen-AG. Het was een uitlaatklep van door hem geleide jazzorkesten en –composities. Kool investeerde ook in dat bedrijf en raakte een vermogen kwijt in de beurskrach van 24 oktober 1929. Kool kon weer aan de slag bij het instituut Wickerdorf, waar hij scheikunde en muziek onderwees van 1929 tot 1940. Hij was er ook schoolhoofd (1930-1933). Omdat Kool als buitenlander onvoldoende onderwijskwalificaties had en dus onvoldoende macht, kreeg het Nazi-regime grote invloed op het internaat.

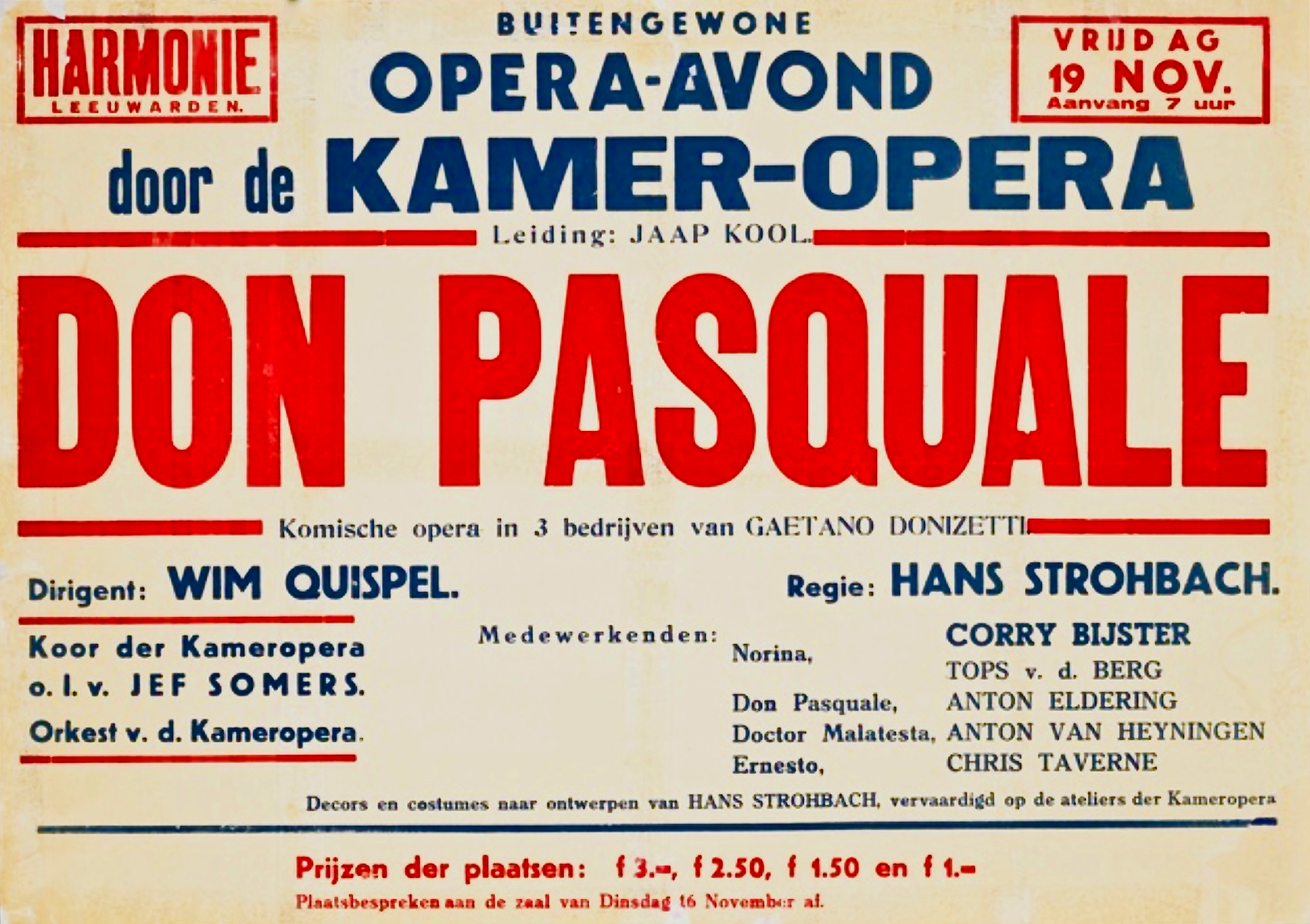
Affiche voor uitvoering Don Pasquale met Corry Bijster in 1943

In 1931 verscheen zijn standaardwerk Das Saxophon, dat internationale navolging kreeg en tot in de 21e eeuw herdrukken beleefde. Tijdens een gezamenlijke reis met zijn vrouw naar het Zwitserse Ascona maakte hij kennis met Kurt Gerron. Het echtpaar volgde hem naar Amsterdam, alwaar zij werkten aan films en in de Stadsschouwburg. Wickersdorf nam contact met hem op om te proberen tegenwicht te bieden aan het Duitse regime (Schutzstaffel). Voor het theater in Weimar componeerde hij Ständetänze, naar schilderijen van Pieter Breughel. Zijn eerdere werken werden door het regime als 'Entartete Musik' betiteld, maar de Ständetänze zouden uiteindelijk leiden naar een door Kraft durch Freude gefinancierde opera, te regisseren door Paul Sixt, directeur Reichsmusikkammer.
Na de bezetting van Nederland in 1940 werkte het Duitse regime hem weg uit Wickersdorf; zijn investeringen kreeg hij nauwelijks terug. Hij werd opgepakt en (met of zonder gezin) naar Nederland verbannen. In 1941 kreeg hij een functie bij De Nederlandsche Kameropera van de Nederlandsch-Duitsche Kultuurgemeenschap van Arthur Seyss-Inquart. Het bracht Die Geschichte vom schönen Annerl van Leo Justinus Kauffmann naar het podium, maar ook hier verstrakte het regime zijn beleid. Leden van Wehrmacht en andere nazi-functionarissen bezochten regelmatig voorstellingen. Kurt Gerron viel uit de gratie, werd gedeporteerd naar Kamp Westerbork en vermoord in Auschwitz.

### Laatste jaren
Na het eind van de Tweede Wereldoorlog trok Kool weer naar Wickersdorf, hij wilde weer werken aan het internaat. Hij eindigde echter als barmuzikant, houthandelaar en eigenaar van een muziekwinkel in Den Haag. Hij werd vanuit de woning Leyweg 198 begraven op Begraafplaats Westduin in Den Haag.

## Postuum
Zoals veel muziek binnen de als 'Entartete Musik' aangeduide categorie lijkt Kools oeuvre gedoemd tot vergetelheid. In december 2003 voerde het Metropole Orkest onder leiding van Lucas Vis zijn Concerto grosso uit in het kader van filmmuziekavonden.

## Werken (selectie)
Muziek
- 1926: Titoki
- 1928: Kaiserin von Neufundland (Wedekind)
- 1922: Tänze und Tanzscenen

Filmmuziek
- 1935: Het mysterie van de Mondscheinsonate
- 1937: De drie wensen